# Фалуде
Фалуде́ (перс. فالوده‎) — традиционный иранский десерт, представляющий собой замороженные с розовой водой, лаймовым соком, а также иногда с молотыми фисташками нити из пищевого крахмала. Происходит из Шираза.

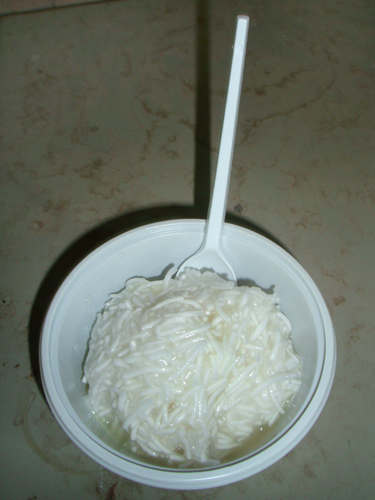
Традиционный ширазский десерт — фалуде

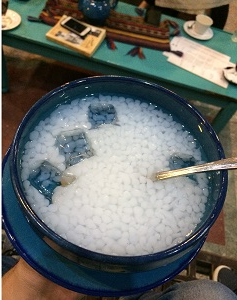
Фалуде из Кермана

Фалуде — один из первых известных образцов мороженого, появился в V веке до н. э. Лёд для изготовления фалуде привозился с гор и хранился в древних прообразах холодильника — яхчалах, особых глиняных башнях, оборудованных бадгирами («ветроловами»).
Распространён также в Индии и Пакистане, где существует в виде напитка и называется фалуда.